# 霹雳增七
飛馬座80，又名BD+08 5127，HD 223637、SAO 128421、HR 9030，是飛馬座的一颗恒星，视星等为5.79，位于銀經99.09，銀緯-50.75，其B1900.0坐标为赤經23h 46m 15s，赤緯+8° -50.75′ 32″。